# 大伴昌司
大伴 昌司（おおとも しょうじ、1936年2月3日 - 1973年1月27日）は、日本の編集者、SF研究家、映画評論家、翻訳家。別名、大伴秀司。「怪獣博士」と呼ばれた。ペンネームの「大伴」は大伴家持に、「司」は司葉子に由来。
本名は四至本豊治（ししもと とよじ、後に「よしもと」と読みを改める）。父は国際ジャーナリストの四至本八郎（ししもとはちろう）。母の四至本愛子（本名はアイ）は母権擁護運動家でコラムニスト。叔父（母の弟）にニコンの研究で名高い荒川龍彦。

## 経歴

### 生い立ち
四至本八郎とアイの息子として東京市本郷区の順天堂医院に生まれる。
1938年から父の任地メキシコで育ち、アステカのピラミッドや石像から大きな影響を受ける。このときの体験が、「異端なもの」を好む性格を元となり、のちの怪獣ブームの生みの親となる素地を築いたといわれている。
1941年10月に帰国。中野区富士見町に住む。戦時中は母親の郷里である福島県に疎開。単身赴任していた父が1944年10月に帰国すると、群馬県藤岡市に縁故疎開。
1945年の終戦後、東京に戻り、品川区立御殿山小学校から慶應義塾普通部を経て慶應義塾高等学校に進んだ。中学・高校時代の友人に後にTBSに入社した宇治正敏がいた。また、高校時代に「映画芸術研究会」で紀田順一郎と知り合う。
慶應義塾大学文学部東洋史学科に進学。大学では、紀田順一郎らとともに慶應義塾大学推理小説同好会（大伴らの入学2年前に仮結成されていたものを、田村良宏（後のSRの会会長）らが本格立ち上げ）に参加。紀田順一郎の回想（『幻島はるかなり』）によると、大伴は推理小説自体にはあまり興味がなかったが、「異端的なものを愛する同類」をもとめて参加したとのこと。また、情報収集能力が高く、若手推理作家たちの動向などに異常に通暁していた。慶應大学では放送研究会にも短期間在籍し、先輩に後に『ウルトラマン』の仕事で再会する飯島敏宏と藤川桂介がいた。文化映画にも興味を持ち、「文化映画研究会」を自ら創設した。
1958年、慶應義塾大学文学部東洋史学科を卒業。大学卒業後は『アサヒグラフ』の編集部に入ることを希望していたが、卒業間際に肺を病んだため就職を断念。同大学法学部政治学科3年次に学士入学した。

### 大学卒業後
1960年、不動産鑑定士の資格を取り、さらに株式の投資で蓄財。同じころ、東京都大田区池上の自宅敷地内にスチュワーデス専用のアパートを建てる。
紀田、桂千穂（シナリオ講座の同級生）とともに、SRの会東京支部を結成。1961年から1965年まで会誌『SRマンスリイ』の編集に携わる。1963年にはやはり紀田、桂と「恐怖文学セミナー」を結成し、同人誌「ホラー」を発行。同会には同人に荒俣宏がいた。また、永井荷風と仲たがいして、文壇を干されていた平井呈一を訪問し知己を得る。
商業誌には1961年『マンハント』の連載コラムでデビュー。同年『宝石』の推理作家インタビュー「ある作家の周囲」を連載開始。この連載でペンネームを大本秀司、大伴秀司と変遷させ、大伴昌司で定着した。
紀田順一郎が1962年に創設した「SFマガジン同好会」（多くのSF関係者を輩出した「一の日会」の前身）には、参加しなかった。
1963年から『SFマガジン』にインタビュー記事「SFを創る人々」を連載開始。同誌では1965年からは連載コラム「トータル・スコープ」を連載。1966年10月号の同コラムで日本で初めて『スター・トレック』を紹介した。
1963年に創設された日本SF作家クラブの二代目事務局長に就任。親睦旅行の幹事を行った。SF映画評論を『SFマガジン』などに発表。また、1966年2月から、筒井康隆、平井和正、豊田有恒、伊藤典夫と共同で、SFプロ作家の評論を掲載する同人誌『SF新聞』を刊行したが、数号で休刊となった。1970年には国際SFシンポジウムの事務局長をつとめて実務家ぶりを発揮したが、小松左京をはじめSF作家たちと仲違いして、シンポジウム開催前に事務局長を辞めた。
さらに、『ウルトラQ』がまだ企画時の『UNBALANCE』という名称だった時期から企画者として円谷特技プロダクションに関わりはじめ、怪獣や宇宙人のプロフィールを詳細に設定。ウルトラマンが地上で戦える時間を3分間、宇宙恐竜ゼットンが放つ「一兆度の火球」などは大伴が考案して設定して後に公式設定となった。怪獣や宇宙人のプロフィールに前村教綱、梶田達二、南村喬之らのリアルなイラストを添えて「怪獣図解」として雑誌に発表し、さらには単行本『怪獣図鑑』として刊行。同書は浩宮が購入した本として話題になった。「怪獣博士」の異名をとり、ワイドショーにも出演。当時空前の「怪獣ブーム」を盛りたてた。
しかし、怪獣図解は子供たちの夢をなくすと考える円谷一と1967年の『怪獣解剖図鑑』をめぐって怪獣観の相違で怒りを買い、円谷特技プロへの出入りを禁止となっている。さらに『怪獣ウルトラ図鑑』で『ウルトラセブン』に登場するスペル星人の肩書を「被曝星人」とつけ、同作の12話が封印される原因を作った。
1964年の『ぼくら』10月号から少年誌の仕事を始め、『ボーイズライフ』『少年マガジン』『少年サンデー』『少年キング』『少年画報』のグラビアページの構成と編集を行う。
特に1966年から1972年までの『少年マガジン』の図解グラビアの企画構成者として一世を風靡。高度経済成長期における未来ブームの波に乗り、科学技術をはじめとして、森羅万象の物事を的確に視覚化する特異な才能で高く評価された。表紙に横尾忠則を起用するなど、斬新な発想力で同誌の売上を飛躍的に伸ばした。その記事構成の見事さから、当時は撮影中の取材を禁止していた黒澤明から無条件で取材許可を得ていた。
常に「自分は40までには死ぬのだから」と言い続けており、1973年1月、日本推理作家協会の新年パーティの席にて、気管支喘息治療用の気管支拡張剤エフェドリンの副作用により心臓発作を起して36歳で急死。墓碑には「ウルトラの星へ旅立った」と刻まれている。
円谷一との仲を修復したいからと手掛けた円谷英二の写真集『円谷英二 日本映画界に残した遺産』が遺作となった。完成直後の急死のため、関係修復したいという大伴の願いが叶うことはなかった。またその円谷一も、大伴の死のわずか13日後の2月9日に急死している。

### 没後
遺された原稿・原画などの膨大な資料は、京都大学文学部二十世紀学研究室へ寄託された。
大伴が卒業したシナリオ研究所の学内コンクールとして、遺族の意向で1988年度から大伴昌司賞が創設。同賞は、2011年度からはシナリオ作家協会と映画演劇文化協会の共催する新人シナリオコンクールの特別賞となった。
また、大伴の死後、SF作家クラブでは、毎年、鎌倉霊園へ大伴の墓参りに行き、そのあと熱海へ一泊旅行するのが恒例だった。
大伴が残した膨大な原稿や原画などが、2006年、京都大学文学部二十世紀学研究室に寄託され、大伴昌司資料のデジタルアーカイブ化に取り組み、順次公開することになっていた（教授・杉本淑彦）。しかし、このプロジェクトはその後に中止となり、2023年現在、資料は何も残されていないという（教授・喜多千草）。

## 人物
生涯独り身で、私生活では本名すら友人にも明かさず、死後初めてその人となりが判明。SF界でも何をしている人物か分からず不思議な人と思われていた。大学時代の先輩の飯島敏宏が再会したときにペンネームを使用してることを知らずに、本名で呼びかけるとバツが悪そうな顔をしていたという。
エッシャーやマグリットを日本で初めて紹介した。
高い実務能力を持ち、事務局長を務めた1970年の国際SFシンポジウムでは実行委員長の小松左京とともに資金集めに奔走し、事務的な折衝を中心となって取り仕切り、シンポジウムを成功に導いた。なお、シンポジウムでは同人誌『宇宙塵』で主宰者の柴野拓美が露骨に外されたが、それは大伴の仕掛けだとも言われた。柴野は大伴とそりが合わなかったと語っている。
仕事には厳しく、いい加減な仕事をする人間には激怒して、あまりの完全主義者ぶりに6年間の『少年マガジン』時代に大伴についていけない3人の担当編集者が辞表を出した。
業界のゴシップ好きで人の噂話や業界情報の長話をよくして、業界を離れていたSF作家の半村良にもよく長電話して仕入れた業界情報を伝えてくれたという。
大伴の影響を受けた人物には、特撮ジャーナリズム成立に貢献した竹内博がいる。円谷プロ社員時代に大伴と仕事をともにし、弟子筋ともいえる存在だった。「編集家」と自称する竹熊健太郎も大伴からの影響を自認している。アニメ監督の富野由悠季は『少年マガジン』の図解特集をファイルにしてここからSF知識を得たという。『テレビマガジン』の田中利雄編集長は『少年マガジン』のグラビアページ担当だった人物、『テレビマガジン』のグラビアは大伴昌司の図解を踏襲したものである。
馬券ならぬ死券ごっこをやろうとSF仲間に提案。SF仲間のうちで誰が最初に死ぬのかを当てるという不謹慎な遊びで、飛行機によく乗り肥満していたことで小松左京が本命視されたが、言い出しっぺの大伴が仲間内でまず最初に死去した。

## 著書
- 『怪獣画報』円谷英二 監修 小山内宏と共著 秋田書店 1966 (写真で見る世界シリーズ)
- 『怪獣大図鑑』　朝日ソノラマ 1966
- 『妖怪大図鑑』 朝日ソノラマ 1966
- 『怪獣解剖図鑑』 朝日ソノラマ 1967
- 『図解怪獣図鑑』秋田書店 1967 (写真で見る世界シリーズ)
- 『世界怪物怪獣大全集』監修・大伴昌司、キネマ旬報編集、キネマ旬報社、1967
- 『カラー版 怪獣ウルトラ図鑑』（秋田書店刊 1968年）
- 『世界SF名作集』大伴昌司編,小野田俊 絵 毎日新聞社 1969 (毎日新聞少年少女シリーズ)
- 『キネマ旬報　臨時増刊　世界SF映画大鑑』構成：大伴昌司、キネマ旬報社、（1969年）
- 『キネマ旬報　臨時増刊　怪奇と恐怖』構成：大伴昌司、キネマ旬報社、1969
- 『ウルトラマンとウルトラセブンの怪獣えほん』大伴昌司 監修・構成 講談社 1970 (「たのしい幼稚園」のウルトラ怪獣絵本)
- 『怪獣そうしんげき : ウルトラマン』大伴昌司 構成・解説 小学館 1971 (小学館の絵文庫. 帰ってきたウルトラマンシリーズ)
- 『ライオン丸見参』ピー・プロダクション 制作,大伴昌司 構成 小学館 1972 (小学館の絵文庫. 快傑ライオン丸シリーズ ; 1)
- 『怪獣図解入門』（小学館刊 1972年） 構成・解説　ISBN 978-4-09-220018-0

平成新装刊版が、同じく小学館から発売されている。ISBN 978-4-09-220334-1
- 『OH!SF映画: 先駆的SF特撮映像論』（朝日ソノラマ刊 1985年） ISBN 4-257-03198-0

SFマガジン誌連載の新作映画紹介「トータルスコープ」（1965年5月 - 1972年5月）とSF映画関連の評論文をまとめたもの。
- 『ウルトラ怪獣図鑑』（講談社X文庫 1991年7月）
- 『ウルトラ怪獣大図解　大伴昌司の世界』企画構成：竹内博（小学館 1995年4月）
- 『大伴昌司コレクション1(キネマ旬報復刻シリーズ世界SF映画大鑑)』（キネマ旬報社 1996年12月）
- 『大伴昌司コレクション2(キネマ旬報復刻シリーズ怪奇と恐怖)』（キネマ旬報社 1996年12月）
- 『大伴昌司コレクション3(キネマ旬報復刻シリーズ世界怪物怪獣大全集)』（キネマ旬報社 1996年12月）
- 『大復刻怪獣大図鑑』（朝日ソノラマ、1997年11月） 
  - 『怪獣大図鑑』『妖怪大図鑑』『怪獣解剖図鑑』＋ CD（ソノシート音源）
- 『怪獣図解入門 : 平成新装刊』円谷プロダクション 監修,大伴昌司 構成・解説,山屋魔秀美 絵 小学館 2008 (ウルトラシリーズ@昭和)
- 『怪獣画報[復刻版] 』円谷英二 監修,大伴昌司, 小山内宏 著 秋田書店 2012 (写真で見る世界シリーズ)
- 『怪獣ウルトラ図鑑（復刻版）』大伴昌司 編 復刊ドットコム 2012 (写真で見る世界シリーズ)
- 『「少年マガジン」「ぼくら」オリジナル復刻版 大伴昌司《SF・怪獣・妖怪》秘蔵大図解』講談社（編） 紀田順一郎協力 講談社 2014年10月
- 『大伴昌司エッセンシャル : 大伴昌司〈未刊行〉作品集』大伴昌司 [著],紀田順一郎 著 講談社 2016

## 翻訳
- 『セラファンの大けっさく』（アラン・グレー 文,弥永みち代 訳,フィリップ・フィックス 絵,大伴昌司 文 講談社、世界の絵本 ; フランス） 1971
- 『セラファンとにせのセラファン』（アラン・グレー 文,弥永みち代 訳,フィリップ・フィックス 絵,大伴昌司 文 講談社、世界の絵本 ; フランス） 1971
- 『しらないくにのセラファン』（アラン・グレー 文,弥永みち代 訳,フィリップ・フィックス 絵,大伴昌司 文 講談社、世界の絵本 ; フランス） 1972
- 『S.O.S.地球があぶない』（ジャンカルロ・マッシーニ 著,アレサンドロ・パッチーニ 絵,大伴昌司 訳 講談社） 1972
- 『呪われた怪実験 : 脳人間』（C.シオドマック 著,大伴昌司 訳,境木康雄 え 秋田書店、SF恐怖シリーズ ; 4） 1975

## 脚本
- 『ウルトラQ』第20話「海底原人ラゴン」（1966年）※山浦弘靖、野長瀬三摩地と共同脚本

## 関連書
- 『復刻「少年マガジン」カラー大図解 ヴィジュアルの魔術師大伴昌司の世界』講談社 1989年7月
- 『リミックス少年マガジン大図解』1〜3 講談社 1992年4月〜8月
- 『荒俣宏の少年マガジン大博覧会』講談社 1994年5月
- 『少年マガジンの黄金時代 〜特集・記事と大伴昌司の世界〜』週刊少年マガジン編集部　講談社 2008年9月
- 『サンデーとマガジン 創刊と死闘の15年』大野茂著 光文社新書 2009年4月
- 『怪獣博士! 大伴昌司 〜「大図解」画報』河出書房新社(らんぷの本)  堀江あき子編 2012年6月

## 評伝
- 竹内博・編『OHの肖像 大伴昌司とその時代』飛鳥新社、1988年 - 大伴の弟子的存在であった竹内博がまとめた、関係者へのインタビュー集。
- 荒俣宏『奇っ怪紳士録』平凡社 1988) -「ウルトラの父大伴昌司」収録
- 内田勝 『「奇」の発想』 三五館 1998）- 少年マガジン編集長の自伝。大伴との関わりにもページが割かれている。

## テレビ番組
- ETV8『少年誌ブームを作った男－大伴昌司－』- 1987年11月17日、NHK教育テレビで放送されたドキュメンタリー番組。大伴をリスペクトしているディレクター山登義明が制作。大きな反響を呼び、2回再放送された。
- ETV特集『21世紀を夢見た日々〜日本SFの50年〜』- NHK総合が2007年10月21日に放送したテレビ番組。死後、そのままの状態で保存されていた、膨大な蔵書類がある大伴の部屋が公開され、そこにある資料を元に日本SFの黎明期が語られた。ディレクターは同じく山登義明。

## 展覧会等
- 竹内博講演会「3人の怪獣王〜円谷英二、香山滋、大伴昌司」 - 2003年3月23日、徳島県北島町の北島町立図書館・創世ホールにて行われた講演会。なお、会場の創世ホールには、大伴の母から寄贈された遺品である、「ウルトラマン」「ウルトラセブン」の台本などが展示されている。
- 「大伴昌司の世界」展 - 2007年1月30日から2月23日にかけて、京都大学「百周年時計台記念館」にて行われた。
- 『図解・大伴昌司の脳世界』大伴万博EXPO '07 —怪奇と調和— - 2007年11月4日（日）から11月11日（日）にかけて、広島市立大学附属芸術資料館で開催された展覧会。大伴関連の資料の展示や、及川久男（広島市立大学芸術学部教授）による講演などが行われた。
- 『奇っ怪紳士！怪獣博士！大伴昌司の大図解展……一枚の絵は一万字にまさる……』 - 2012年7月6日〜9月30日 弥生美術館。